# Saxetania sabulosa
Saxetania sabulosa är en insektsart som först beskrevs av Boris Petrovich Uvarov 1923.  Saxetania sabulosa ingår i släktet Saxetania och familjen Pamphagidae. Inga underarter finns listade i Catalogue of Life.